# Манастир Заграђе
Манастир Заграђе је посвећен светом Јовану Крститељу и припада Епархији будимљанско-никшићкој Српске православне цркве. Потиче из средине XV вијека и задужбина је херцега Стефана Вукчића Косаче, који је подигао, највероватније на темељима старије.

## Историја
Манастир Заграђе се налази непосредно изнад Шћепан Поља, над саставцима река Пиве и Таре које на том мјесту граде ријеку Дрину. Средином 15. вијека (1450—1460) манастирску цркву је, највјероватније на темељима старије цркве, саградио херцег Стефан (Шћепан) Вукчић Косача, синовац чувеног војводе Сандаља Хранића. Црква на Заграђу посвећена је св. Вазнесењу Господњем и налази се на отприлике пола пута од средњовјековног утврђеног града Сокола и Шћепан Поља – мјеста које се под топонимом Међуречје први пут помиње још у извјештајима византијских хроничара из 11. вијека.
Стара српска племићка и владарска породица Косача, поријеклом из истоименог села у околини данашњег Горажда, представљала је, често помало заборављену, карику која је међусобно повезивала српско православно-хришћанско племство у тегобним временима после битке на Косову. Стриц херцега Шћепана војвода Сандаљ Хранић оженио се Јеленом Балшић, кћерком косовског великомученика српског кнеза Лазара Хребељановића, а кћер херцегова Мара удала се 1469. године за зетског војводу Ивана Црнојевића, оснивача Цетиња и Цетињског Манастира. Из свега наведеног назиру се јасно, нажалост, неуспјели покушаји српског племства да се међусобним брачним везама, као и војним и политичким савезима сачувају од најезде иновјерних освајача.
На брду изнад манастира налазе се остаци Соко Града, херцегове пријестонице, а у Шћепан Пољу испред манастира, налазе се темељи цркве Шћепанице посвећене светом архиђакону Стефану, задужбина Сандаља Хранића, из прве половине XV вијека.